# Antônio Manoel Fernandes Junior
Antonio Manoel Fernandes Junior, bacharel em Direito, foi o primeiro Chefe de Polícia do Paraná, nomeado em 1853 pelo primeiro presidente da recém criada Imperial Província do Paraná, Zacarias de Góis e Vasconcelos, e oriundo do Rio de Janeiro.
Por esse motivo e pela sua importante contribuição para a organização da instituição policial, hoje, é considerado o patrono da Polícia Civil do Estado do Paraná.

## Obras literárias
- Índice cronológico, explicativo e remissivo da legislação brasileiras - desde 1822 até 1848, Tipografia Nacional  et al, 1849 a 1883.( obra em 6 volumes)[1]